# Badmotorfinger
Badmotorfinger er Soundgardens tredje studiealbum, og blev udgivet den 8. oktober 1991.

## Numre
1. "Rusty Cage" (Chris Cornell) – 4:26
2. "Outshined" (Cornell) – 5:11
3. "Slaves & Bulldozers" (Cornell, Ben Shepherd) – 6:56
4. "Jesus Christ Pose" (Matt Cameron, Cornell, Shepherd, Kim Thayil) – 5:51
5. "Face Pollution" (Cornell, Shepherd) – 2:24
6. "Somewhere" (Shepherd) – 4:21
7. "Searching with My Good Eye Closed" (Cornell) – 6:31
8. "Room a Thousand Years Wide" (Cameron, Thayil) – 4:06
9. "Mind Riot" (Cornell) – 4:49
10. "Drawing Flies" (Cameron, Cornell) – 2:25
11. "Holy Water" (Cornell) – 5:07
12. "New Damage" (Cornell, Thayil, Cameron) – 5:40